# Kiel akvo de l' rivero
Kiel Akvo de l' Rivero ("Come l'acqua del fiume") è un romanzo in lingua esperanto, scritto da Raymond Schwartz. 
Fu pubblicato per la prima volta nel 1962 presso Stafeto, la casa editrice di Juan Régulo Pérez, La Laguna, Canarie, Spagna. Una seconda edizione seguì nel 1963. Nel 1987 apparve un'ulteriore edizione presso l'editore Iltis di Saarbrücken (Germania). L'edizione oggi disponibile è stata pubblicata nel 1991 presso Edistudio di Pisa (Italia) e stampata da Spindulys a Kaunas (Lituania).

## Temi principali
Kiel Akvo de l' Rivero ci fa seguire le vicende di un giovane parigino, di nome Pierre Touchard, che avendo interesse per la cultura tedesca va a lavorare per un anno a Berlino. Là, nel 1913, nessuno si aspettava la guerra in arrivo, Pierre, dopo essersi ben inserito e aver trovato molti amici a Berlino, improvvisamente si ritrova a essere praticamente prigioniero in una città nemica quando arriva fulminea la crisi alla fine di luglio del 1914. Tuttavia con un aiuto insperato riesce a fuggire e a passare il confine della Lorena francese, e con varie avventure riesce a superare entrambe le guerre mondiali
Il romanzo è composto da tre parti: Vita facile, L'uragano si scatena, E si ricomincia.
Sebbene la vita di Pierre, così riassunta, sembri estremamente piena di avventure, il romanzo non è affatto un romanzo di avventure. Tratta piuttosto della fragile felicità degli anni di pace con le loro gioie semplici (particolarmente evocativa una festa di nozze colorita e spiritosa, in Lorena, una festa di fine anno «cannibalesca» dei nuovi diplomati a Parigi, una festa in famiglia particolarmente toccante a Natale a Berlino, ecc). Nella capitale tedesca, che presto gli diventerà nemica, Pierre vive ospite della famiglia berlinese Geist, trattato in tutto e per tutto come uno di loro. Si innamora della « dolce biondina dal viso sereno » Annemarie Balkenwirth, ma quasi simbolicamente entrambi si rendono conto del loro amore solo quando «l'uragano si scatena» e Annemarie non può far altro che aiutare il suo amato a fuggire a casa in Francia più in fretta possibile ma senza speranza di rivederlo presto. Così Pierre sfugge alla isteria patriottica tedesca, ma solo per ripiombare in quella francese.
Solo le persone più ragionevoli si rendono conto e si oppongono alla valanga di stupidità anche se solo passivamente, come il disilluso dr. Kiebitz, la perspicace Annemarie, il saggio zio Dulong. Questo spiega il significato del titolo:gli uomini sono come gocce in un fiume che le trascina. Ma subito corregge questa metafora fatalista:
Dopo la guerra Pierre conduce una vita del tutto ordinaria come agente di assicurazioni ad Asnières finché arriva la seconda guerra mondiale. Come capitano della riserva partecipa alla «strana guerra» e vien fatto prigioniero dai tedeschi durante la Guerra lampo (Blitzkrieg). Grazie all'incontro casuale con un vecchio amico del suo periodo berlinese, l'eterno burlone Hans Paulig famoso per i giochi di parole, Pierre riesce a svignarsela. Cambia il suo cognome in "Bouchardelle", e si trasferisce a Marsiglia dove entra in contatto con il movimento di Resistenza. Non si aspetta certo di reincontrare il suo unico amore, Annemarie perduta per sempre senza speranza.
Ma purtroppo il flusso del fiume non si ferma e arriva la Gestapo a spezzare i sogni d'amore, tanto più che Paul von Bastrow, figlio di Annemarie, diventato un famoso eroe di guerra nella Wehrmacht e fanatico nazista, interviene solo per condannare brutalmente sua madre e farla mandare in campo di concentramento. Ma il romanzo non finisce così, Nella travagliata vita di Pierre ci sono ancora altri colpi di scena, ma questi non li possiamo svelare qui.

## Nella corrente, controcorrente
Altra questione è chiedersi se davvero esiste un eroe in questo romanzo. Pierre certamente non lo è. In tutte le situazioni lui appare come una di quelle «gocce», di cui parlava lo zio Dulong. È di buon cuore e ispira sempre simpatia, ma non è mai capace di opporsi alla corrente, la subisce soltanto, tanto più che, dichiaratamente, la politica non lo interessa affatto. Il direttore della scuola Kiebitz è meglio informato di lui su Jaurès dell'insegnante di francese Pierre! Quando Pierre rimane in trappola all'inizio di agosto 1914 solo la provvidenziale Annemarie gli permette di fuggire e salvarsi. Peggio ancora, quando prova a prendere iniziative provoca solo catastrofi. Quando sono a Marsiglia e arriva la Gestapo lui fugge dicendo ad Annemarie: 
Incredibile, Pierre ha appena ritrovato il suo grande amore e in questo modo la consegna ai nazisti. Certo, dopo gli dispiacerà, ma dopo, un po' troppo tardi.
In definitiva, non è un po' strano che Annemarie Balkenwirth sia la vera «eroina», o comunque protagonista del romanzo? Lei compare solo a pagina 129, e raramente anche dopo. Ma solo lei capisce le situazioni, parla e agisce con saggezza, e rappresenta la capacità di agire con efficacia, sa influire sul corso degli eventi e talvolta li pilota. Insomma Annemarie in qualche modo personifica la resistenza umana a cui alludeva il buon zio Dulong, quel coraggio che sa opporsi all'«acqua del fiume»!